# ژول ایلوکی
ژول ایلوکی (انگلیسی: Jules Iloki؛ زادهٔ ۱۴ ژانویهٔ ۱۹۹۲) بازیکن فوتبال اهل فرانسه است.
از باشگاه‌هایی که در آن بازی کرده‌است می‌توان به باشگاه فوتبال نانت اشاره کرد.